# Ăn kiêng
Ăn kiêng là thực hành ăn thực phẩm theo cách được quy định và giám sát để giảm, duy trì hoặc tăng khối lượng cơ thể, hoặc để ngăn ngừa và điều trị các bệnh, như bệnh tiểu đường. Một chế độ ăn kiêng hạn chế thường được sử dụng bởi những người thừa cân hoặc béo phì, đôi khi kết hợp với tập thể dục, để giảm khối lượng cơ thể. Một số người theo chế độ ăn kiêng để tăng cân (thường ở dạng cơ bắp). Chế độ ăn kiêng cũng có thể được sử dụng để duy trì trọng lượng cơ thể ổn định và cải thiện sức khỏe.
Chế độ ăn kiêng để thúc đẩy giảm cân có thể được phân loại thành: ít chất béo, ít carbohydrate, ít calo, rất ít calo và gần đây là chế độ ăn kiêng linh hoạt. Một phân tích tổng hợp sáu thử nghiệm ngẫu nhiên có đối chứng cho thấy không có sự khác biệt giữa chế độ ăn kiêng ít calo, ít carbohydrate và ít chất béo, với việc giảm 2–4 kg trong 12-18 tháng trong tất cả các nghiên cứu. Sau hai năm, tất cả các loại chế độ ăn giảm calo gây ra mang lại hiệu quả giảm cân bằng nhau không phân biệt các chất dinh dưỡng đa lượng được nhấn mạnh. Nói chung, chế độ ăn uống hiệu quả nhất là những chế độ ăn làm giảm lượng tiêu thụ calo.
Một nghiên cứu được công bố trên American Psychologist cho thấy chế độ ăn kiêng ngắn hạn liên quan đến "hạn chế nghiêm trọng lượng calo" không dẫn đến "sự cải thiện bền vững về cân nặng và sức khỏe cho phần lớn các cá nhân". Các nghiên cứu khác đã phát hiện ra rằng cá nhân trung bình duy trì giảm một số lượng cân sau khi ăn kiêng. Giảm cân bằng cách ăn kiêng, được cho là có lợi cho những người được phân loại là không khỏe, nhưng có thể làm tăng nhẹ tỷ lệ tử vong cho những người khỏe mạnh.